# Ugo Fleres
Ugo Vincenzo Fleres (Messina, 11 dicembre 1857 – Roma, 29 dicembre 1939) è stato un poeta, giornalista e critico letterario italiano.

## Biografia
Nacque a Messina da Mariano, procuratore legale originario di Savoca, e dalla baronessa palermitana Felicia Costagiorgiano. Sin da adolescente venne indirizzato verso gli studi economico-giuridici, come tradizione di famiglia.
Nel 1874, seguendo le sue inclinazioni artistiche, lasciò Messina e si trasferì a Napoli; il padre non solo lo assecondò ma gli inviò periodicamente un assegno di mantenimento. A Napoli frequentò lo studio del pittore Domenico Morelli. Più tardi si stabilì a Roma, studiandovi latino, greco, inglese, francese, spagnolo, storia, letteratura e arte; nella capitale strinse amicizia con Luigi Capuana, Luigi Pirandello e Giovanni Verga.
Nel 1880 entrò nella redazione del giornale Capitan Fracassa.
Tra il 1881 e il 1883, con una serie di tavole, illustrò le puntate de Le avventure di Pinocchio di Carlo Collodi sul Giornale per i bambini, infatti fu proprio lui il primo scrittore ad animare le vicende del noto burattino. 
Dal 1882 iniziò la sua attività di scrittore.
Nel 1892 divenne funzionario presso la direzione delle Belle Arti al Ministero della Pubblica Istruzione.
Abilissimo nell'arte del disegno, Ugo Fleres pubblicò anche una raccolta di riproduzioni di lavori artistici intitolandola La galleria nazionale in Roma (1896). Collaborò a Il Travaso delle Idee, «giornale umoristico sulla falsariga del Don Chisciotte e del Fracassa». Proprio sul Don Chisciotte, che era diretto da Gandolin, Ugo Fleres illustrò un articolo - intervista di Emilio Faelli a Luigi Pirandello intorno alle traduzioni del poeta delle Elegie romane. L'editore Loescher, che era disposto a stampare le elegie tradotte da Pirandello, morì prima che il progetto fosse stato realizzato e il libro venne comunque stampato dall'editore Giusti di Livorno con una ventina di disegni di donne romane realizzate dello stesso Fleres .
Nel 1908 fu chiamato a dirigere la Galleria d'arte moderna di Roma; il 28 dicembre dello stesso anno, un violento terremoto devastò Messina causando la morte di molti suoi familiari.
Allo scoppio della Grande Guerra venne chiamato a dirigere il Museo di Castel Sant'Angelo, nel quale trovarono riparo numerosissimi oggetti d'arte da diverse parti d'Italia. Tornò alla direzione della Galleria d'arte moderna alla fine del conflitto, carica che mantenne fino al 1933, quando gli subentrò Roberto Papini.
Presso la Casa Sommaruga pubblicò un volume di versi e iniziò la carriera giornalistica.
Morì a Roma nella notte tra il 28 e il 29 dicembre 1939.

## Opere

### Narrativa
- Profane istorie (1885)
- La terra (1886)
- Vortice - Romanzo (1887)
- Panino - Romanzo (1887)
- Extollat - Romanzo (1887)
- Sacellum - Nuovi versi (1889)
- La messa notturna (1893)
- Varia - Romanzo (1898)
- La Campagna Romana  (1903)
- Il pastor fido in Italia ed in Ispagna (1906)

### Libretti di opera
- La tazza per the, melodramma giocoso (1887)
- Il Trillo del diavolo, musicato dal Maestro Stanislao Falchi (1899)
- Mirandolina, opera lirica giocosa, musicata dal Maestro Antonio Lozzi (1903)

### Romanze
- La canzone della spola, versi di Ugo Fleres, musica di Francesco Paolo Frontini, Forlivesi (1905)